# Јапага (Липик)
Јапага је насељено место у саставу града Липика, у западној Славонији, Република Хрватска.

## Историја
До нове територијалне организације у Хрватској, место се налазило у саставу бивше велике општине Пакрац. Јапага се од распада Југославије до маја 1995. године налазила у Републици Српској Крајини.

## Становништво
На попису становништва 2011. године, Јапага је имала 174 становника.

## Попис 1991.
На попису становништва 1991. године, насељено место Јапага је имало 291 становника, следећег националног састава:
| Попис 1991.‍  | Попис 1991.‍  | Попис 1991.‍ | Попис 1991.‍ | Попис 1991.‍ |
| ------------ | ------------ | ----------- | ----------- | ----------- |
|              |              |             |             |             |
| Срби         | Срби         |             | 265         | 91,06%      |
| Хрвати       | Хрвати       |             | 8           | 2,74%       |
| Југословени  | Југословени  |             | 6           | 2,06%       |
| Мађари       | Мађари       |             | 1           | 0,34%       |
| Македонци    | Македонци    |             | 1           | 0,34%       |
| Чеси         | Чеси         |             | 1           | 0,34%       |
| неопредељени | неопредељени |             | 8           | 2,74%       |
| непознато    | непознато    |             | 1           | 0,34%       |
| укупно: 291  |              |             |             |             |